# Довгохвоста горлиця
Довгохвоста горлиця (Macropygia) — рід голубоподібних птахів родини голубових (Columbidae). Представники цього роду поширені в Південній і Південно-Східній Азії та Австралазії.

## Опис
Довгохвості горлиці досягають довжини 27-45 см і ваги 66–285 г. Деяким видам притаманний статевий диморфізм. Довгохвості горлиці мають переважно рудувато-коричневе забарвлення. Пера часто мають темні края, що створює смугастий візерунок, подібний до візерунку зозулі. Крила округлі. Хвіст східчастий, середні стернові пера широкі і довгі, інші короткі. Під час пошуку їжі хвіст допомагає довгохвостим горцицям підтримувати рівновагу. Ноги незвично короткі, як на голубів.

## Поширення і екологія
Довгохвості горлиці поширені від Гімалайських гір на півночі Індії і Південного Китаю через Філіппіни і Індонезію до Австралії і Вануату. Вони живляться ягодами, плодами, насінням і зерном. Зустрічаються на деревах і в чагарникових заростях, рідко спускаються на землю. Гнізда незвично великі, як на голубів. В кладці одне яйце.

## Види
Виділяють п'ятнадцять видів:
- Горлиця смугастохвоста (Macropygia unchall)
- Горлиця тонкодзьоба (Macropygia amboinensis)
- Горлиця султанська (Macropygia doreya)[6]
- Горлиця індонезійська (Macropygia emiliana)
- Горлиця енганойська (Macropygia cinnamomea)[7]
- Горлиця архіпелагова (Macropygia modiglianii)[8]
- Горлиця ветарська (Macropygia magna)
- Горлиця танімбарська (Macropygia timorlaoensis)[9]
- Горлиця флореська (Macropygia macassariensis)[10]
- Горлиця філіпінська (Macropygia tenuirostris)
- Горлиця бура (Macropygia phasianella)
- Горлиця андаманська (Macropygia rufipennis)
- Горлиця чорнодзьоба (Macropygia nigrirostris)
- Горлиця двоморфна (Macropygia mackinlayi)
- Горлиця яванська (Macropygia ruficeps)

Також відомі два викопних види:
- † Macropygia arevarevauupa з острова Хуахіне (Острови Товариства, Французька Полінезія)[11]
- † Macropygia heana з Маркізьких островів (Французька Полінезія)[12]

## Етимологія
Наукова назва роду Macropygia походить від сполучення слів дав.-гр. μακρος — довгий, πυγιος — задній.